# 3156 Ellington
A 3156 Ellington (ideiglenes jelöléssel 1953 EE) a Naprendszer kisbolygóövében található aszteroida. Alfred Schmitt fedezte fel 1953. március 15-én.